# Leptinotarsa tlascalana
Leptinotarsa tlascalana är en skalbaggsart som beskrevs av Carl Stål 1858. Leptinotarsa tlascalana ingår i släktet Leptinotarsa och familjen bladbaggar. Inga underarter finns listade i Catalogue of Life.